# Maison Églantine
La maison Églantine  (en néerlandais : Huis Eglantine) est un immeuble réalisé par l'architecte Jacques De Weerdt en 1905 dans le style Art nouveau à Anvers en Belgique (région flamande).

## Situation
Cette maison se situe au no 48 de Zénobe Grammestraat, une artère résidentielle du quartier de Zurenborg à Berchem au sud-est d'Anvers. 
Au no 50 voisin, se trouve une autre maison de style Art nouveau du même architecte bâtie aussi en 1905. Il s’agit d’une habitation comprenant à l’origine un magasin avec vitrines (en néerlandais : meergezinswoning met winkel). 
Ces deux maisons sont classées et reprises sur la liste des monuments historiques de Berchem depuis le 4 décembre 2013.

## Description

### Façade
L'immeuble a été bâti par l'architecte Jacques De Weerdt dans le style Art nouveau floral. La maison compte trois niveaux (deux étages) et deux travées asymétriques. La travée de droite où se trouve la porte d'entrée est la plus étroite. La façade est construite en pierre blanche avec soubassement en pierre bleue. Le premier étage comprend un oriel à base rectangulaire  en travée de gauche et une baie précédée d'un balcon en travée de droite. Cette baie et cet oriel sont soutenus par cinq consoles de pierre émanant des meneaux et pieds-droits de la baie vitrée en triplet et de la porte du rez-de-chaussée. Un second balcon se situe au-dessus de l’oriel et devance une baie entourée de deux pilastres  grimpant jusqu’à la corniche en bois. Les garde-corps des deux balcons sont constitués de fers forgés aux lignes courbes représentatives du style Art nouveau.

### Mosaïques
Deux mosaïques ornent la façade. L'une est logée à l'allège de l'oriel et l'autre à l'allège de la baie du second étage (travée de gauche). Elles représentent un décor de fleurs multicolores sur fond bleu ciel ainsi que le nom de la maison sur la mosaïque de la travée de gauche. Les mosaïques ont été complètement rénovées en 2014. Les tesselles en verre transparent ou opaque formant la mosaïque avaient beaucoup souffert à cause de la corrosion des armatures en fer servant de structure,.

## Source
- (nl) https://inventaris.onroerenderfgoed.be/erfgoedobjecten/7767